# Zwart haar

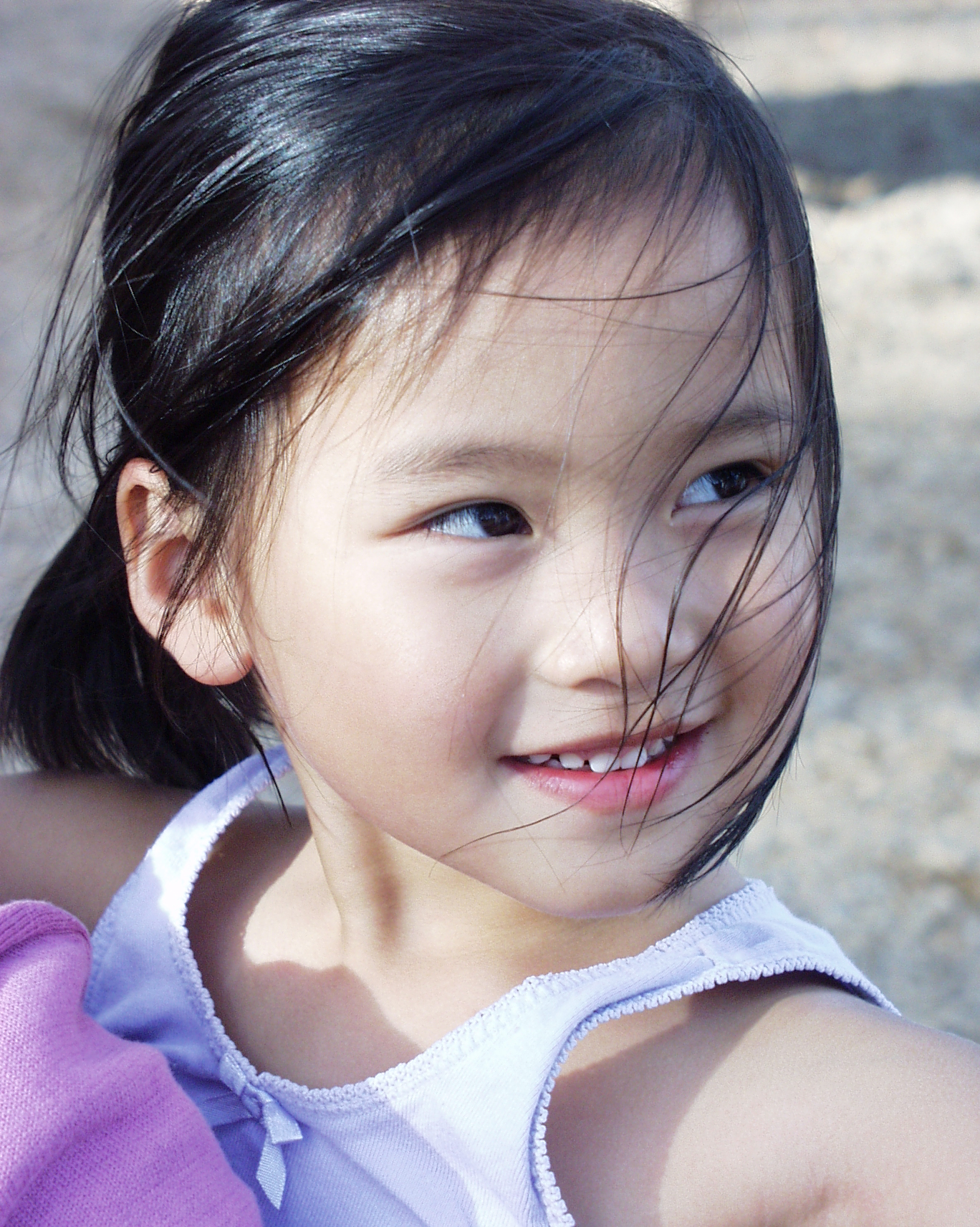
Aziatisch meisje met zwart haar

Zwart haar is een haarkleur die gekenmerkt wordt door een diepzwarte kleur, dat wil zeggen donkerder dan bruin haar.
Zwart is tegengesteld aan blond haar en dit verschil wordt door een grote aanwezigheid van melanine veroorzaakt. Deze haarkleur is de courantste bij mensen van niet-Europese oorsprong, ofschoon ze bij alle etnische groepen terug te vinden valt. 
Zwart haar treft men vooral aan bij mensen van mediterrane, Aziatische, Arabische, Afrikaanse en Australische (aborigine)-afstamming; de kleur is zeldzaam in noordse landen. Evenwel komt een sterke zwartharige populatie voor onder de Keltische volkeren van Wales, Cornwall, Ierland en het westen van Schotland, waarbij deze zwarte haarkleur vaak met een bleke huidskleur samengaat. 
Zwart haar komt in meerdere texturen voor. Zo hebben veel mensen van Afrikaanse of Melanesische origine zogenaamd kroeshaar, terwijl steil zwart haar gebruikelijk is bij Aziaten of Amerikaanse indianen. Men treft zwart haar onder andere aan bij mensen, honden en katten.
In de gothic-subcultuur is zwart een toonaangevende tint; bijgevolg drukken diegenen die zich met deze cultuur wensen te identificeren hun voorkeur vaak uit door hun haar zwart te verven.